# NEC軽井沢72ゴルフトーナメント
NEC軽井沢72ゴルフトーナメント（エヌイーシーかるいざわセブンツーゴルフトーナメント）は日本女子プロゴルフ協会公認の女子プロゴルフトーナメントの一つであり、毎年8月第2週に長野県北佐久郡軽井沢町にある軽井沢72ゴルフ北コースを舞台に行われている。2023年現在、賞金総額1億円、優勝賞金1800万円。
1987年から1991年までは東急グループの主催により「軽井沢72・東急女子オープンゴルフトーナメント」として行われていたが、東急グループが1991年限りでスポンサーから撤退。代わって翌1992年からはNECグループの主催により現在の名称で行われている。2020年大会は新型コロナウイルス感染拡大防止対策による影響で無観客開催として行った。なお運営は東急グループの東急エージェンシーが担当。

## 歴代優勝者
| 軽井沢72・東急女子オープンゴルフトーナメント | 軽井沢72・東急女子オープンゴルフトーナメント | 軽井沢72・東急女子オープンゴルフトーナメント | 軽井沢72・東急女子オープンゴルフトーナメント                       |
| 開催年                                       | 優勝者名                                     | スコア                                       | 備考                                                               |
| -------------------------------------------- | -------------------------------------------- | -------------------------------------------- | ------------------------------------------------------------------ |
| 1987年                                       | 大迫たつ子                                   | EVEN                                         |                                                                    |
| 1988年                                       | タミー・グリーン                             | -2                                           |                                                                    |
| 1989年                                       | ドッティー・モクリー                         | -5                                           |                                                                    |
| 1990年                                       | 山崎千佳代                                   | -5                                           |                                                                    |
| 1991年                                       | 岡本綾子                                     | -6                                           |                                                                    |
| NEC軽井沢72ゴルフトーナメント                |                                              |                                              |                                                                    |
| 開催年                                       | 優勝者名                                     | スコア                                       | 備考                                                               |
| 1992年                                       | 村井真由美                                   | -4                                           |                                                                    |
| 1993年                                       | 平田充代                                     | -1                                           |                                                                    |
| 1994年                                       | 平瀬真由美                                   | -5                                           | 岡本綾子とのプレーオフを制す。                                     |
| 1995年                                       | 平瀬真由美                                   | -4                                           | 大会連覇                                                           |
| 1996年                                       | 福嶋晃子                                     | -10                                          |                                                                    |
| 1997年                                       | 入江由香                                     | +1                                           |                                                                    |
| 1998年                                       | 入江由香                                     | -12                                          | 大会連覇                                                           |
| 1999年                                       | 韓煕円                                       | -9                                           |                                                                    |
| 2000年                                       | 不動裕理                                     | -5                                           | 天沼知恵子とのプレーオフを制す。                                   |
| 2001年                                       | 天沼知恵子                                   | -9                                           |                                                                    |
| 2002年                                       | 福嶋晃子                                     | -14                                          |                                                                    |
| 2003年                                       | 福嶋晃子                                     | -8                                           | 大会連覇                                                           |
| 2004年                                       | 北田瑠衣                                     | -14                                          |                                                                    |
| 2005年                                       | ポーラ・クリーマー                           | -19                                          |                                                                    |
| 2006年                                       | 大山志保                                     | -10                                          | 2日目がサスペンデッドに。最終日は9ホールに短縮。                   |
| 2007年                                       | 福嶋晃子                                     | -17                                          |                                                                    |
| 2008年                                       | 原江里菜                                     | -21                                          |                                                                    |
| 2009年                                       | 有村智恵                                     | -10                                          |                                                                    |
| 2010年                                       | 李知姫                                       | -13                                          |                                                                    |
| 2011年                                       | アン・ソンジュ                               | -16                                          | 福嶋晃子とのプレーオフを制す。                                     |
| 2012年                                       | 吉田弓美子                                   | -11                                          | ジャン・ウンビとの6ホールに渡るプレーオフを制してプロ初優勝。      |
| 2013年                                       | 成田美寿々                                   | -14                                          | リ・エスドとのプレーオフを制す。                                   |
| 2014年                                       | イ・ボミ                                     | -13                                          | 大山志保、菊地絵理香とのプレーオフを制す。                         |
| 2015年                                       | テレサ・ルー                                 | -14                                          |                                                                    |
| 2016年                                       | 笠りつ子                                     | -13                                          |                                                                    |
| 2017年                                       | 比嘉真美子                                   | -12                                          | キム・ハヌルとのプレーオフを制す。                                 |
| 2018年                                       | 黄アルム                                     | -17                                          | 3日間完全優勝。                                                    |
| 2019年                                       | 穴井詩                                       | -14                                          | イ・ミニョンとのプレーオフを制す。                                 |
| 2020年                                       | 笹生優花                                     | -16                                          | 女子ゴルフ初の21世紀生まれの優勝者。                               |
| 2021年                                       | 小祝さくら                                   | -10                                          | 前線の影響により2日目が中止、最終日はインの9ホールに短縮して実施。 |
| 2022年                                       | 岩井千怜                                     | -13                                          |                                                                    |
| 2023年                                       | 菅沼菜々                                     | -16                                          | 神谷そらとのプレーオフを制す。                                     |
| 2024年                                       | 河本結                                       | -11                                          |                                                                    |
| 2025年                                       | 柏原明日架                                   | –14                                          |                                                                    |

### 優勝回数
- 4勝…福嶋晃子
- 2勝…平瀬真由美、入江由香

## ルーキー・オブ・ザ・NEC軽井沢72賞
この大会では通常の優勝者表彰とは別に、若手選手育成を目標とする大会趣旨に添い、「ルーキー・オブ・ザ・NEC軽井沢72賞」を設けている。直近3年間（開催年度を含む）に日本女子プロゴルフ協会に入会した選手（直近2年の単年登録選手も含む）の対象者で最上位となった選手に対して、NEC商品などを贈呈する。

## テレビ中継
2020年大会までと2023年大会からは、フジテレビ地上波で大会2日目は生中継、最終日は録画で放送。またBSフジも大会初日から3日間生中継で放送する。

2025年は中居フジ問題の影響で地上波・衛星波での放送を中止した。フジテレビ制作の女子ゴルフ中継で放映を中止したのは、大会中止となった「フジサンケイレディスクラシック」に次いで2例目となった。なお、大会期間中に予定していた大会2日目については、各局ごとで別番組で穴埋め。最終日については16時台に関西テレビ制作の特番『鶴瓶サンドウィッチマンの夏旅』を当日のこの時間に編成。
なお、JLPGA配信放映権を保持するU-NEXTでは通常通り配信。
1996年は大会2日目に関して、関西テレビでは『88祭り生ワイドノンストップDE贈り物』（かつて同局で放送されていた『ノンストップゲーム』の復活特番）のフロート番組扱いとして放送された。